# Prairie du Sac
Prairie du Sac es una villa ubicada en el condado de Sauk en el estado estadounidense de Wisconsin. En el Censo de 2010 tenía una población de 3.972 habitantes y una densidad poblacional de 926,09 personas por km².

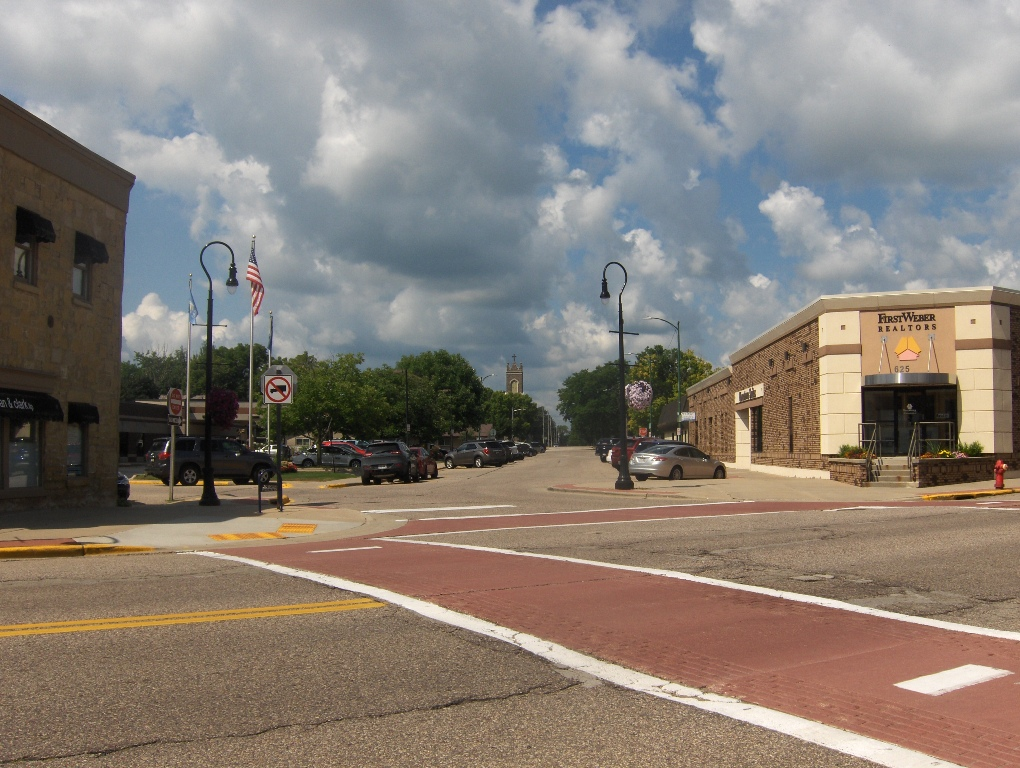
Galena St., Prairie du Sac

## Geografía
Prairie du Sac se encuentra ubicada en las coordenadas 43°17′27″N 89°43′56″O / 43.29083, -89.73222. Según la Oficina del Censo de los Estados Unidos, Prairie du Sac tiene una superficie total de 4.29 km², de la cual 4.02 km² corresponden a tierra firme y (6.34%) 0.27 km² es agua.

## Demografía
Según el censo de 2010, había 3.972 personas residiendo en Prairie du Sac. La densidad de población era de 926,09 hab./km². De los 3.972 habitantes, Prairie du Sac estaba compuesto por el 94.28% blancos, el 0.63% eran afroamericanos, el 0.25% eran amerindios, el 0.63% eran asiáticos, el 0.03% eran isleños del Pacífico, el 2.67% eran de otras razas y el 1.51% pertenecían a dos o más razas. Del total de la población el 4.78% eran hispanos o latinos de cualquier raza.